# Negro (color)
El negro es el color y la percepción visual de máxima oscuridad; debido a la inexistencia de fotorrecepción, por ausencia total o casi total de la luz.
El negro es un color que se encuentra normalizado en catálogos de colores e inventarios cromáticos y responde a la definición dada más arriba; es de claridad nula y acromático. La denominación del color negro incluye a las coloraciones similares al negro puro que poseen una ligera variación de saturación y matiz.

## Etimología

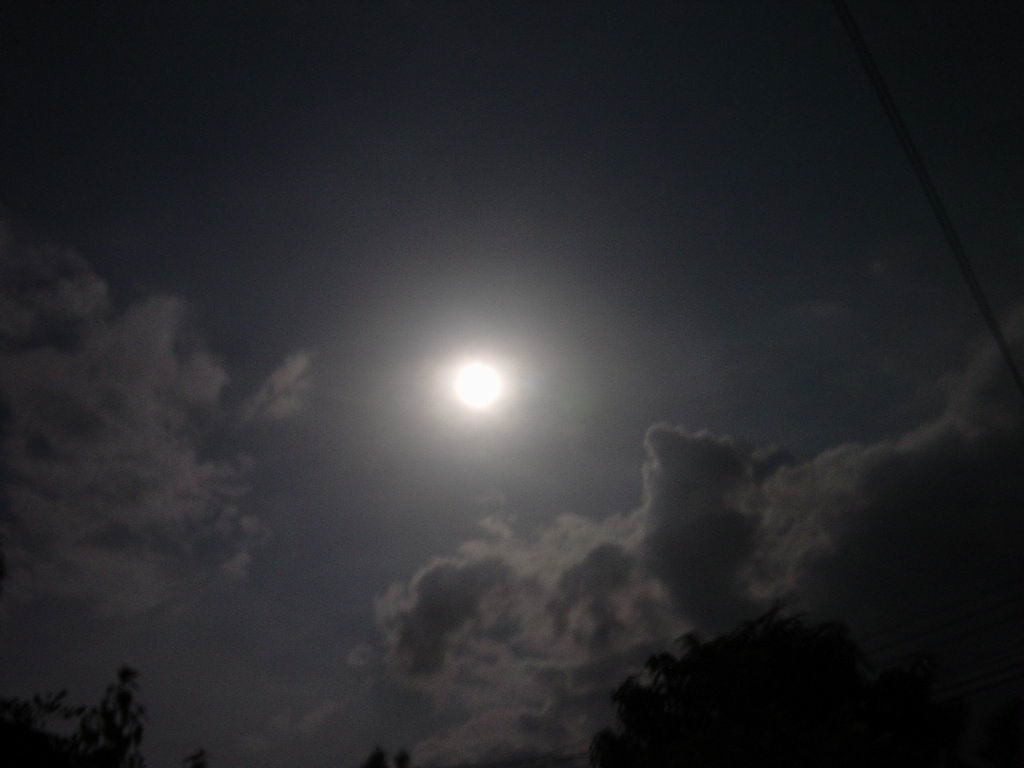
Vista del cielo nocturno

La palabra negro deriva del latín nĭger, nĭgra, nĭgrum. De origen incierto, tal vez del protoindoeuropeo *nekw–t–, ‘noche’.
En castellano, el término «negro» comienza a usarse hacia el año 1140.

### Lexemas
El lexema melan, melano o melena, del griego μέλαν, μέλαινα y este de la raíz indoeuropea *melə²–no–, asocia a los términos que lo incluyen con el color negro. Algunos ejemplos de esto son las palabras melena, melancolía y melanina.

## Propiedades

### En la cromosíntesis sustractiva
En el sistema de síntesis sustractiva de color, donde se crean los colores mezclando pigmentos o tintes, la tríada de colores primarios más usual son el cian, el magenta y el amarillo. En teoría y en este sistema, se puede conseguir negro mediante la mezcla de los tres primarios. Sin embargo, en la práctica se consigue un color negruzco, pero no negro. Esto se debe a que los pigmentos que son fácilmente accesibles en el mercado no absorben ni reflejan de manera perfecta distintos rangos en el espectro visible, sino que lo hacen de forma aproximada. Para representar el color negro puro es usualmente necesario contar con un pigmento de ese color.
El procedimiento de impresión por cuatricromía (el que se usa para imprimir; por ejemplo, libros y revistas en color) emplea los tres colores primarios sustractivos (cian, magenta y amarillo), con el agregado de negro. De allí que un color para cuatricromía se describa mediante el porcentaje de tinta de cada uno de estos cuatro colores que entra en su composición. Como este sistema cuenta con tinta negra, un área impresa en negro puede estar compuesta por K=100 (100 % de negro); es decir, por tinta negra pura. Pero puede procurarse un negro más profundo mediante la mezcla de negro con los colores primarios. C=100 (100 % de cian), M=100 (100 % de magenta), Y=100 (100 % de amarillo) y K=100 (100 % de negro) daría el negro más oscuro posible, pero con el fin de evitar demoras en el secado de las tintas, en la práctica se emplean proporciones menores de estos colores primarios.

### En la cromosíntesis aditiva
En el sistema aditivo de síntesis de color, en el cual los colores se obtienen mezclando luz de color en lugar de pigmentos; los colores primarios son el rojo, el verde y el azul. Esto significa que cuando se trabaja con luz de color basta con mezclar esos tres colores en diferentes proporciones para obtener todos los demás. En este sistema no es posible crear negro mediante mezcla. Para representarlo se debe prescindir de la luz, es decir, llevar los colores primarios a una intensidad nula.
Este sistema aditivo de colores luz es el que utilizan los monitores y televisores para producir colores. En dicho sistema, un color se describe con valores numéricos para cada uno de sus componentes; indicando al rojo con «R», al verde con «G» y al azul con «B». En una escala de valores de 0 a 255, el negro aditivo puro se expresa como R=0 (nada de rojo), G=0 (nada de verde) y B=0 (nada de azul), o por el código hexadecimal #000000.

## Simbolismo y usos

### Simbolismo positivo
En varios contextos y culturas el negro puede simbolizar también cuestiones positivas:
- Entre las tribus Masái el negro se asocia con las nubes de lluvia, símbolo de la vida y prosperidad sobreviniente.
- El negro es el color de la dinastía Abásida, por lo que se lo usa frecuentemente en los símbolos de naciones árabes como Irak, Siria, Egipto, etc.
- En la moda occidental, el negro está considerado como un estilo elegante.
- En el mercadeo financiero, a menudo una tarjeta de crédito negra es considerada el non plus ultra.[6]
- En inglés la frase "the new black" (el nuevo negro) se refiere a las últimas tendencias.
- Puede ser el color del prestigio, como en el caso de las limusinas.
- El negro es visto como representativo de seriedad y autoridad; así lo utilizan tradicionalmente los jueces en varios países occidentales, varias órdenes religiosas en sus hábitos, y los graduados universitarios.
- El rango máximo en distintas artes marciales es el cinturón negro.
- Los cátaros usaban al negro como símbolo de perfección.

### Simbolismo neutro
- En una discusión se dice que algo es blanco o negro para referirse a posiciones contrapuestas. Por otro lado poner algo en negro sobre blanco significa aclarar o explicitar diferencias.
- El negro simboliza frecuentemente ambigüedad, secreto o lo desconocido.
- Caja negra es un artefacto cuyo funcionamiento interno se desconoce.
- Un proceso de caja negra significa así mismo una secuencia de pasos no explicitados o explicables, por ejemplo para calificar el desarrollo de un diseño o la facultad creativa en general.
- El término agujero negro se aplica en astronomía al resultado del colapso gravitacional de una estrella. La razón es que según las hipótesis científicas, un agujero negro impide totalmente el escape de materia o energía, extremo de lo que sucede con una superficie negra sobre la que incide energía lumínica.
- La selección nacional de rugby de Nueva Zelandia se denomina All Blacks, en referencia a su vestimenta.
- Tradicionalmente, los árbitros de fútbol utilizan uniformes negros, posiblemente como estilo neutral frente a los colores de los equipos contendientes.
- En las carreras automovilísticas, la bandera negra indica a un conductor que debe ingresar a boxes.
- En la política de Portugal, negro es el partido del ala izquierda.
- En las culturas de Extremo Oriente el negro es el color del norte, del invierno y del elemento agua; representados por la tortuga negra, que es a la vez una constelación y un animal mítico.[7]
- Similarmente, para los antiguos pueblos nahuas (mexicas o aztecas), el negro era el color del norte; relacionado con Tezcatlipoca.[8]

### Simbolismo negativo

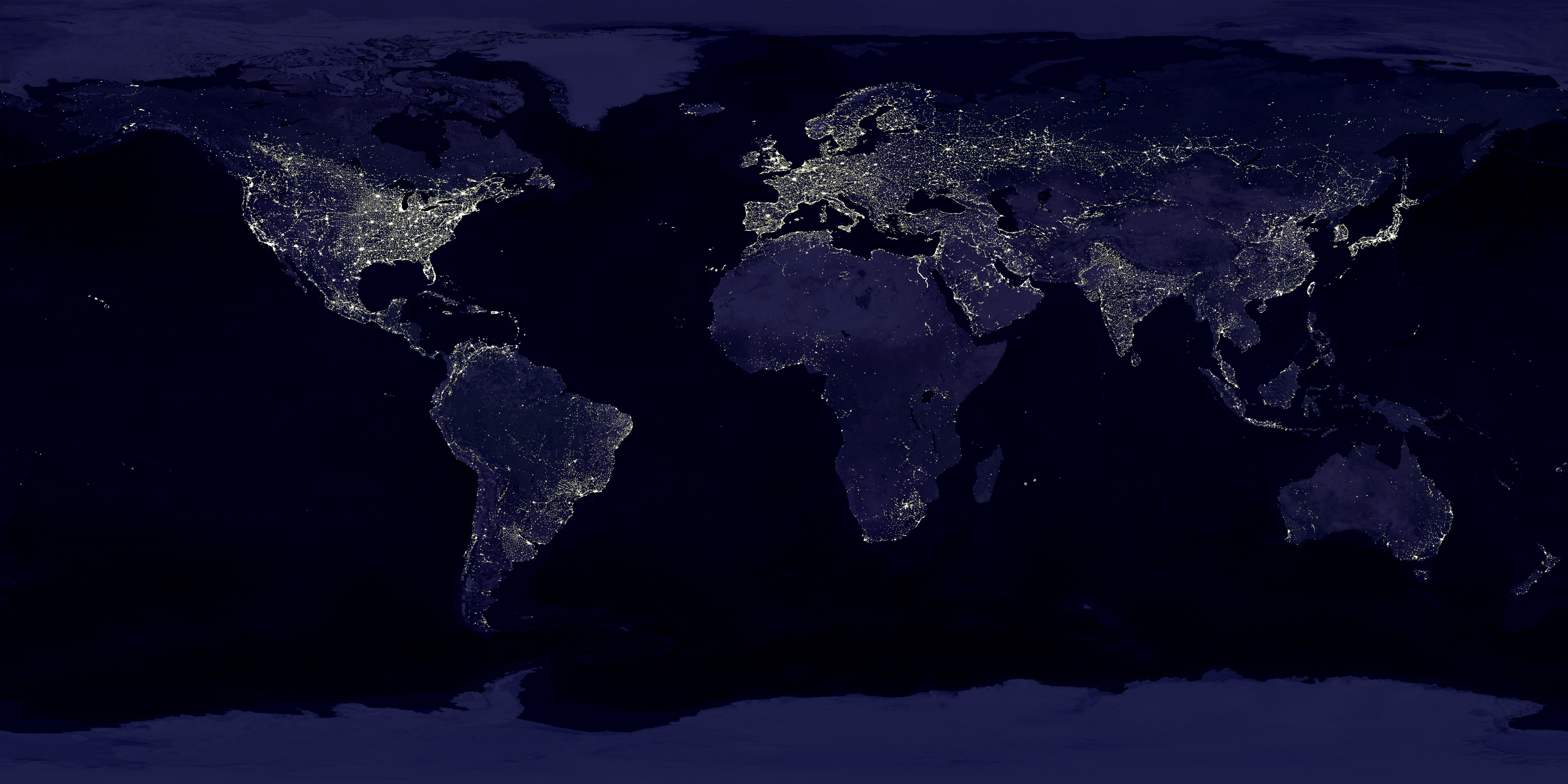
Proyección de la Tierra durante la noche, imagen satelital compuesta de la NASA

En las sociedades occidentales, el color negro es utilizado a menudo con connotaciones negativas. Existen varias razones para ello, pero la más ampliamente aceptada es que la noche a lo largo de la historia ha sido experiencia humana negativa y peligrosa. Otra posible explicación es que las manchas son más visibles sobre un fondo pálido, y contrastan con un concepto cultural de "pureza". 
En las sociedades occidentales, el negro se asocia también con la pena y el luto. Así muchos períodos de tiempo son etiquetados como «negros» en referencia a acontecimientos nefastos o luctuosos. Ya los romanos marcaban a los días de celebración (fasti) con piedras blancas, y a los nefastos (nefasti) con negras.
Fechas de las cuales «negro» simboliza eventos fatídicos y nefastos:
- Julio negro, genocidio tamil por el gobierno de Sri Lanka.
- Septiembre negro, nombre del conflicto civil acaecido en Jordania en 1970.
- Primavera negra, la policía asesina a más de 100 personas en 2001 en la región bereber de Cabilia en Argelia.
- Lunes negro, 19 de octubre de 1987, caída de la bolsa.
- Jueves Negro, 24 de octubre de 1929, se inicia la gran depresión con la caída de Wall Street.
- Peste negra, epidemia devastadora que asoló Europa en el siglo XIV.

#### El negro y la discriminación racial
En el clasismo tradicional de las culturas occidentales, una piel pálida implica una distinción entre la gentileza y el intelecto propio o doméstico, en oposición a la rudeza del mundo exterior. 
Las cuestiones relativas a esta oposición blanco-negro no son privativas de Occidente, ya que -por ejemplo- en India existe una organización tradicional en castas.
Escritores africanos, afrocaribeños y afroamericanos como Frantz Fanon, Langston Hughes, Maya Angelou y Ralph Ellison, identifican particularmente una cantidad de simbolismos negativos alrededor de la palabra negro; arguyendo que el dualismo buenos versus malos asociado con blancos y negros llena de connotaciones racistas a la metáfora cromática racial.

#### En el arte y los medios de expresión
- Muchas letras de canciones y poemas usan la palabra «negro» con connotaciones negativas; como "Back to Black" (de vuelta a lo negro) de Amy Winehouse, "Paint It, Black" (píntalo de negro) de los Rolling Stones, "Baby's in Black" (mi nena está de negro) de Los Beatles, "Black Eyed Dog" (perro de ojos negros) de Nick Drake, "Fade to Black" (Fundido en negro) de Metallica.
- Comedia negra es una forma de comedia que trata temas trágicos y mórbidos.
- Gato negro conlleva la superstición de mala suerte, también relacionada con la desgracia o la muerte; pero también puede ser símbolo de poder, como un animal de poder.
- Lista negra detalla personas o instituciones indeseables.
- Mercado negro se refiere a la venta clandestina e ilegal de bienes o servicios.
- Oveja negra es un miembro de la familia o la comunidad diferenciado en forma negativa por su comportamiento ajeno a las convenciones grupales.
- Pensamiento negro es una idea fatalista o malvada.
- Humor negro refiere a chistes malsanos y también a un estado de ánimo negativo.
- El negro representa el luto en muchos países del mundo occidental.

### Negro heráldico y negro vexilológico
El negro heráldico se denomina sable. Los antiguos armoriales que se conservan muestran que es uno de los esmaltes heráldicos más antiguos.
En vexilología, el negro es un color muy frecuente, aunque raro como fondo de una bandera. Este color también se encuentra en algunos grupos de banderas que comparten colores nacionales por razones étnicas: los colores panárabes y los colores panafricanos.
En los ejemplos bajo estas líneas: el «águila federal» (Bundesadler) del escudo de Alemania, de sable sobre campo de oro, que deriva del águila bicéfala del Sacro Imperio Romano-Germánico; la «pantera negra» (črni panter) de Carantania, símbolo del patriotismo esloveno; el color negro «panafricano» de la bandera de Angola, que representa a los pueblos del África subsahariana.

### Negro político
Véase colores políticos: negro político.

### Negro litúrgico
Véase colores litúrgicos.

## Muestras
|           | Negro (absoluto)  | Negro             | Negro (CMYK)     |
| Hex       | #000000           | #1C1B17           | #2B2A29          |
| CMYK      | no aplica         | (100,100,100,100) | (0,0,0,100)      |
| RGB       | (0, 0, 0)         | (28, 27, 23)      | (43, 42, 41)     |
| HSV       | (—°, 0 %, 0 %)    | (48°, 18 %, 11 %) | (30°, 5 %, 17 %) |
| Protocolo | Black (negro web) | [ 1 ]             | Tinta negra      |

### Ejemplos de coloraciones negras
| Nombre        | Muestra | Cod. Hex. | RGB | RGB | RGB | HSV  | HSV | HSV |
| ------------- | ------- | --------- | --- | --- | --- | ---- | --- | --- |
| Negro         |         | #343434   | 52  | 52  | 52  | —°   | 0%  | 20% |
| Azabache      |         | #1F1B1C   | 31  | 27  | 28  | 345° | 13% | 12% |
| Carbón        |         | #191919   | 25  | 25  | 25  | —°   | 0%  | 10% |
| Ébano         |         | #555D50   | 85  | 93  | 80  | 97°  | 14% | 37% |
| Ébano         |         | #37312B   | 55  | 49  | 43  | 30°  | 22% | 22% |
| Grafito (RAL) |         | #1C1C1C   | 28  | 28  | 28  | —°   | 0%  | 11% |
| Negro (autos) |         | #020202   | 2   | 2   | 2   | —°   | 0%  | 1%  |
| Negro bujía   |         | #2A3223   | 42  | 50  | 35  | 92°  | 30% | 20% |
| Negro de humo |         | #382212   | 56  | 34  | 18  | 25°  | 68% | 22% |

### Otros ejemplos negruzcos
| Nombre               | Muestra | Cod. Hex. | RGB | RGB | RGB | HSV  | HSV | HSV |
| -------------------- | ------- | --------- | --- | --- | --- | ---- | --- | --- |
| Berenjena            |         | #291E29   | 41  | 30  | 41  | 300° | 27% | 16% |
| Café negro           |         | #4B3621   | 75  | 54  | 33  | 30°  | 56% | 29% |
| Cordobán             |         | #3B2A21   | 59  | 42  | 33  | 21°  | 44% | 23% |
| Lava, topo o asfalto |         | #483C32   | 72  | 80  | 50  | 27°  | 31% | 28% |
| Pardo oliva (RAL)    |         | #25221B   | 37  | 34  | 27  | 42°  | 27% | 15% |
| Plomo o pizarra      |         | #555555   | 85  | 85  | 85  | _°   | 0%  | 33% |
| Verde petróleo       |         | #1F3119   | 31  | 49  | 25  | 105° | 49% | 19% |

### Galería

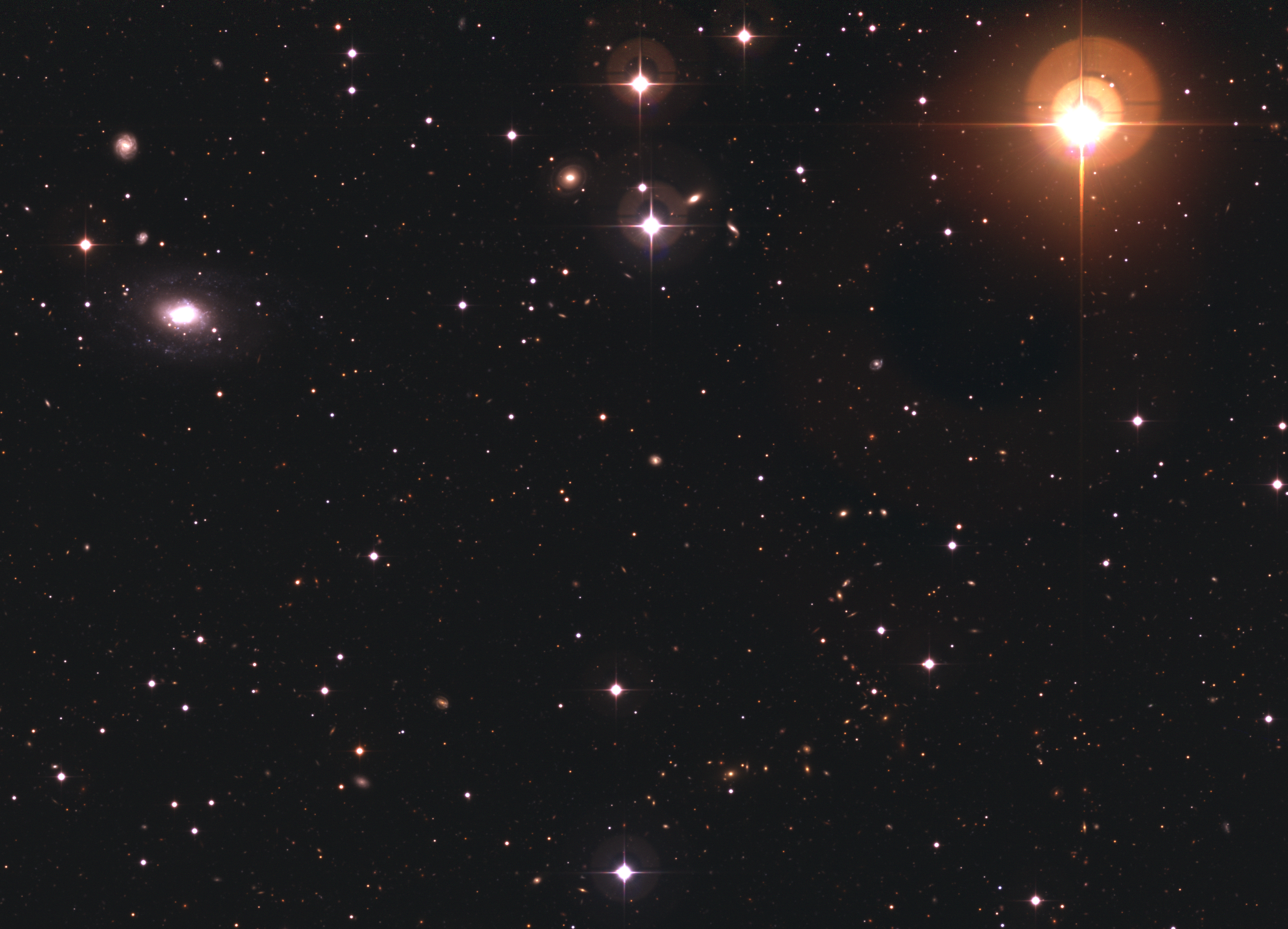
En el universo predomina el negro de la oscuridad del espacio exterior.
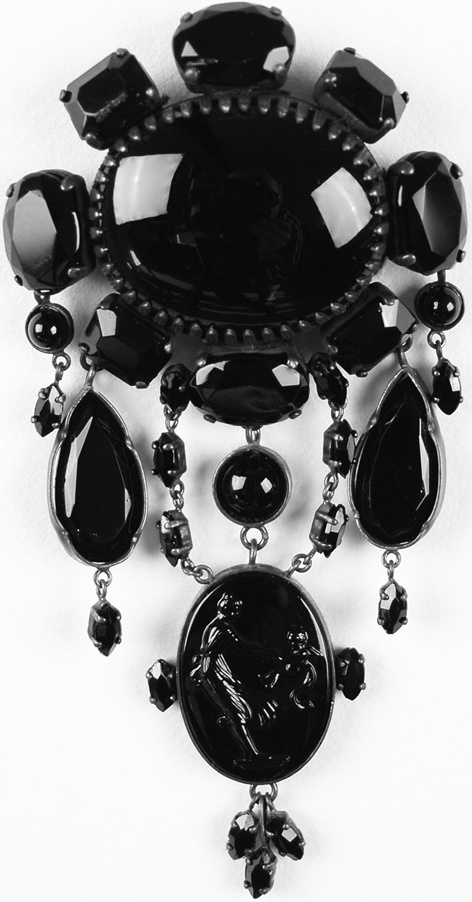
Joyería del s.XIX en azabache.
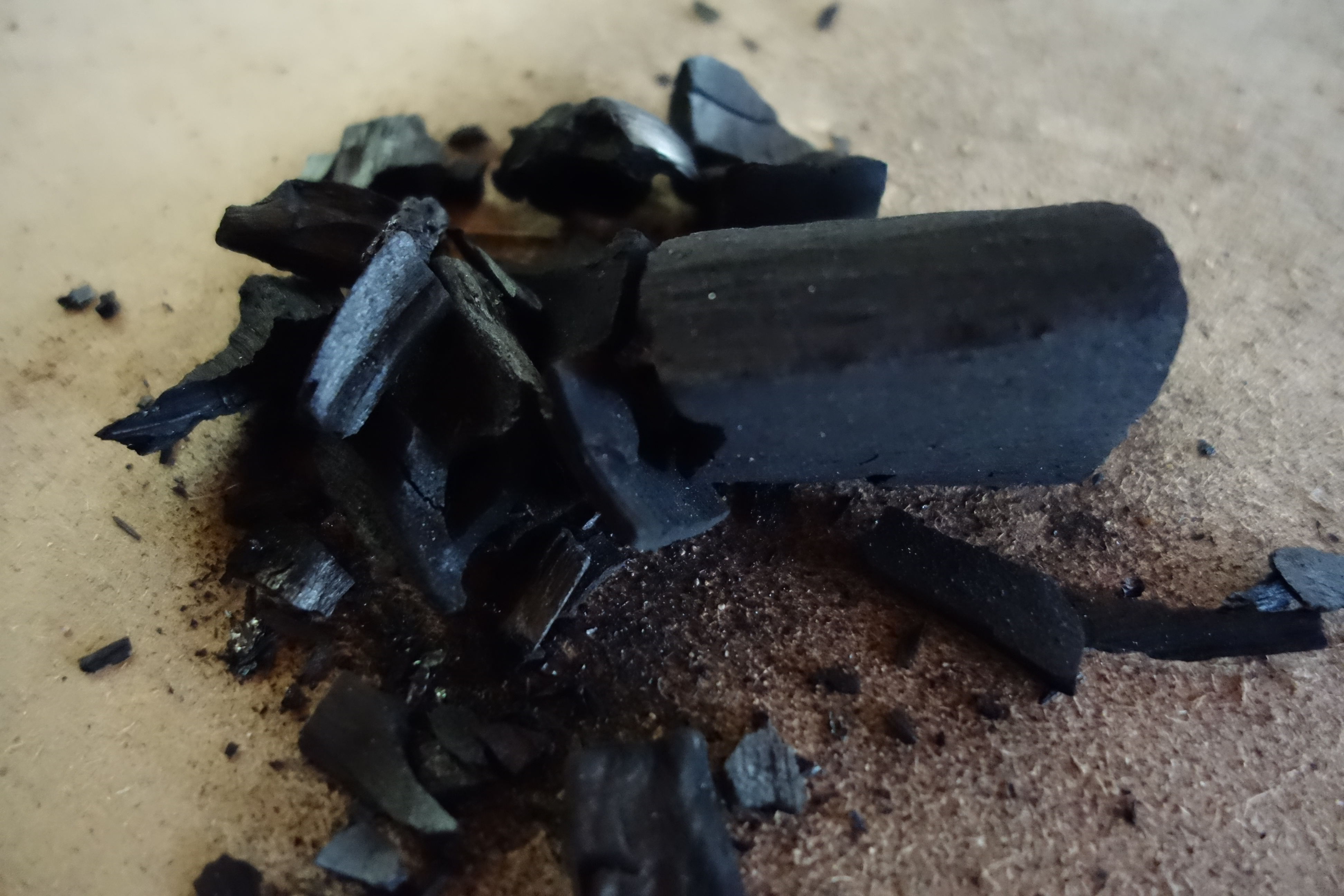
Carbón de madera
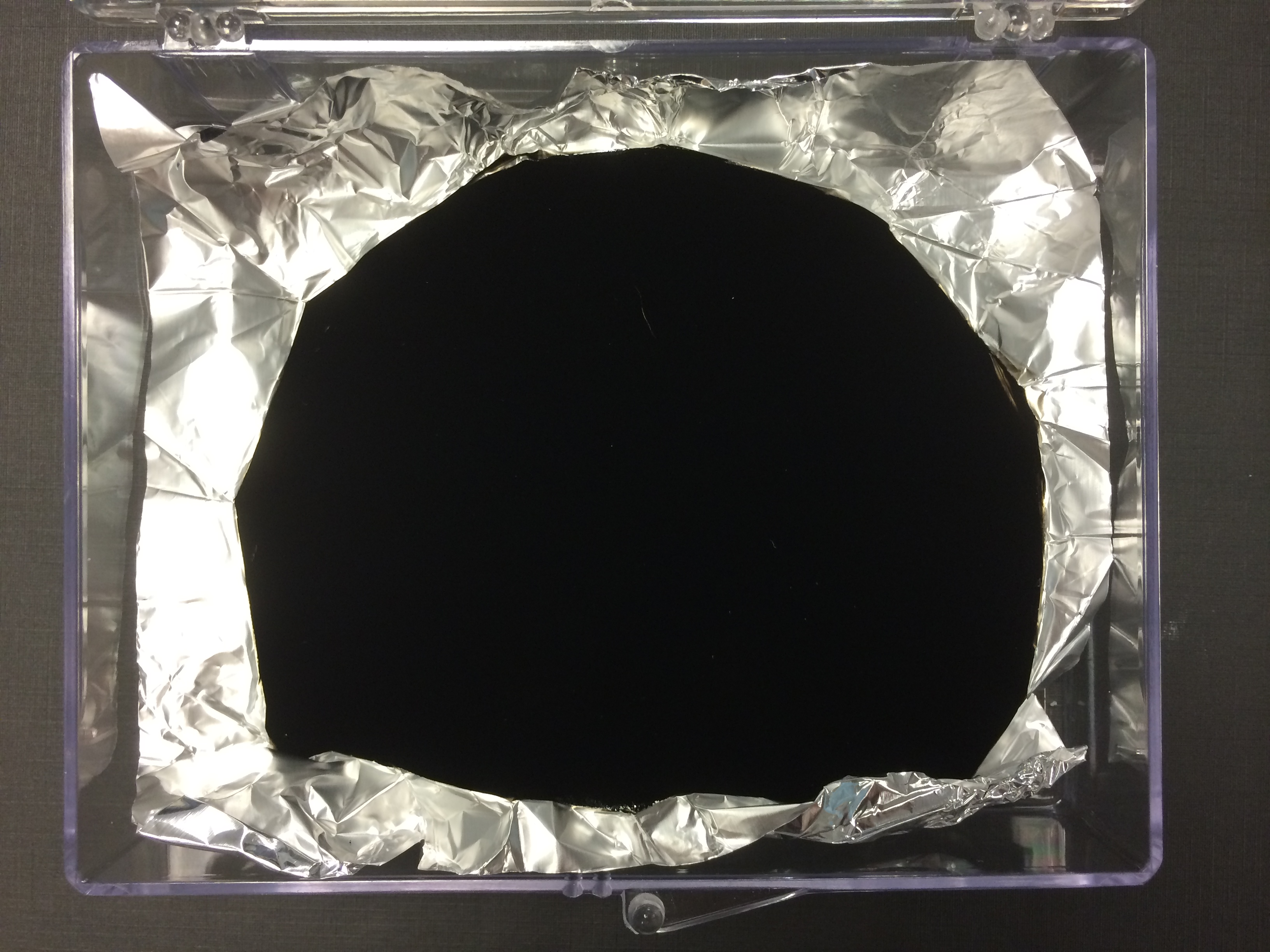
Vantablack está fabricada con nanotubos de carbono y es la sustancia más negra conocida.
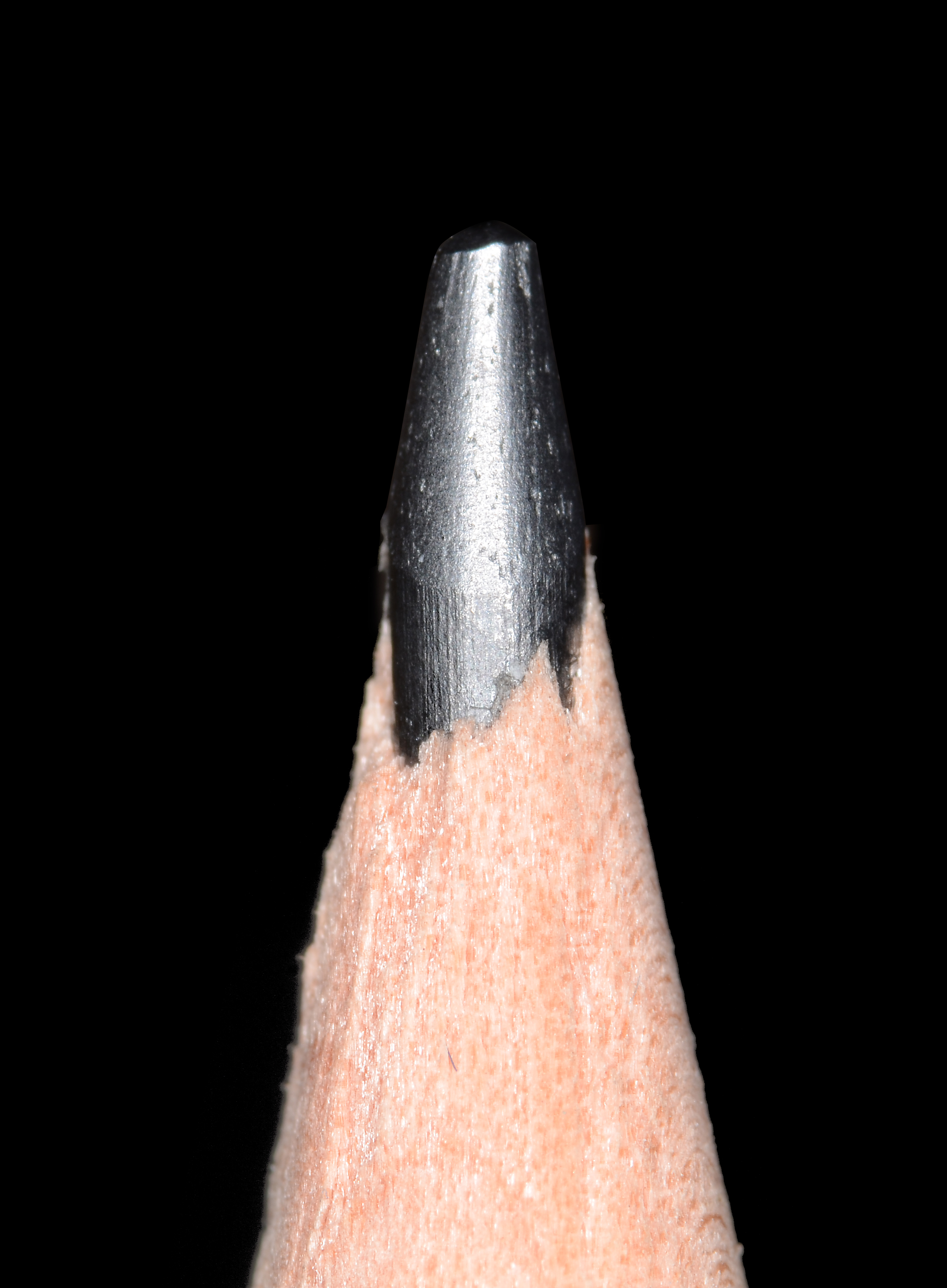
Lápiz de grafito, un tipo de carbón
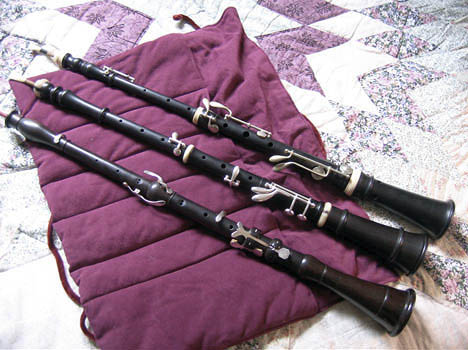
Oboes hechos con madera de ébano
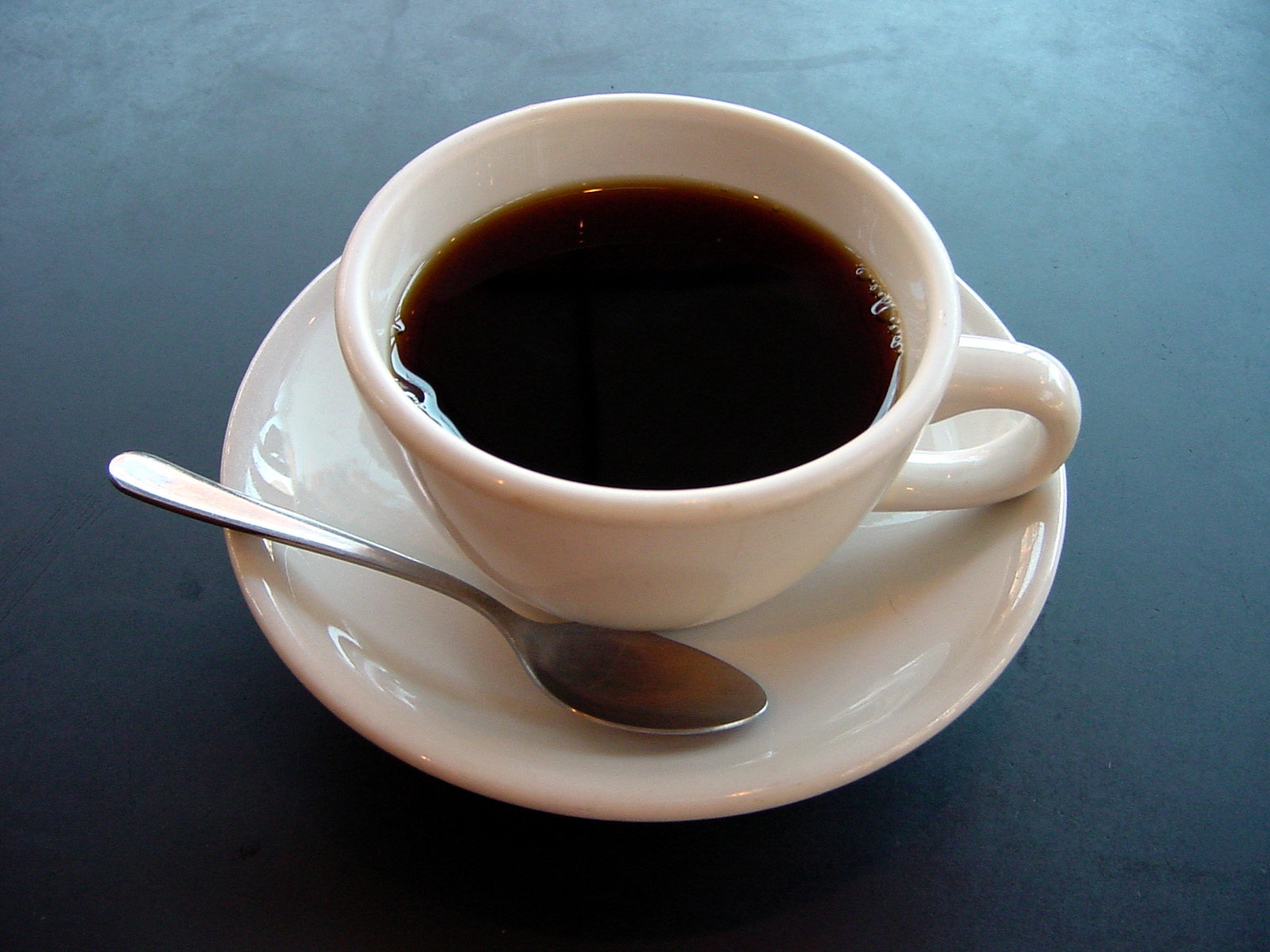
Taza de café negro.
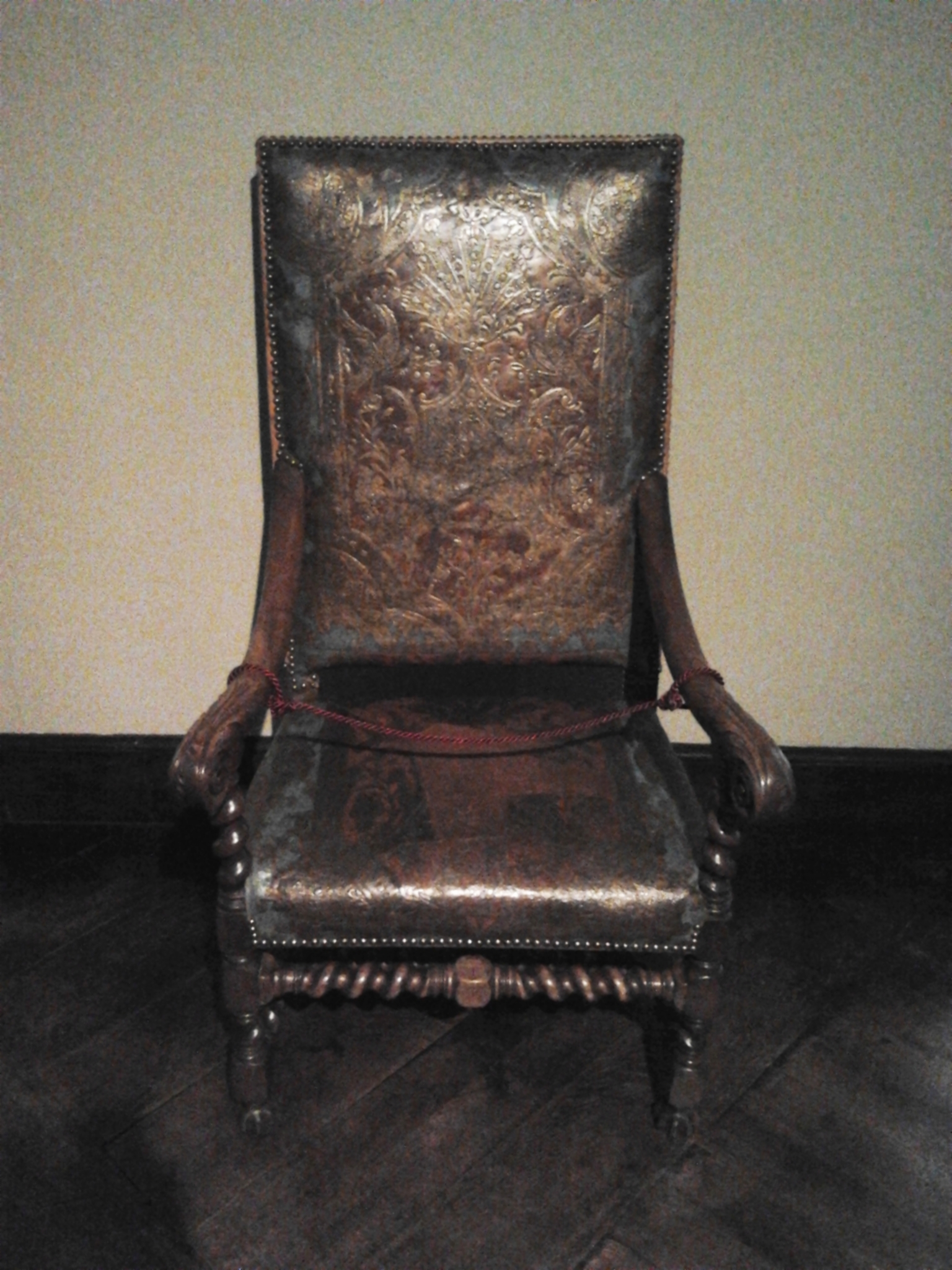
Repujado cordobán en cuero caprino
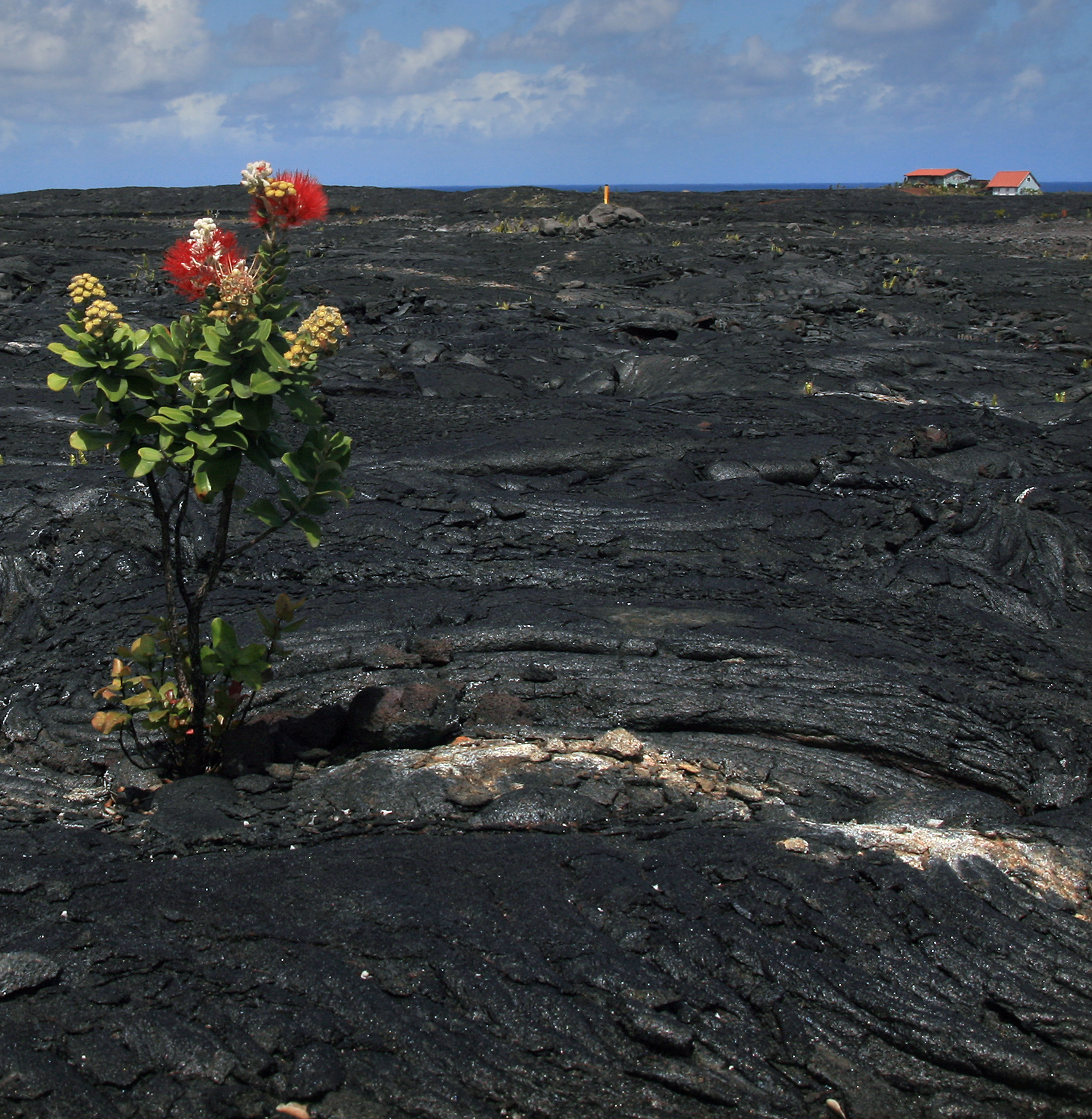
Suelo de lava en Hawái
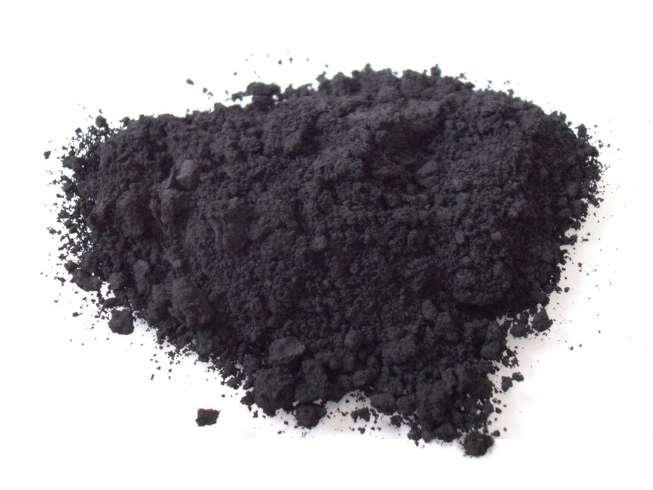
Color negro bujía del pigmento negro de carbón
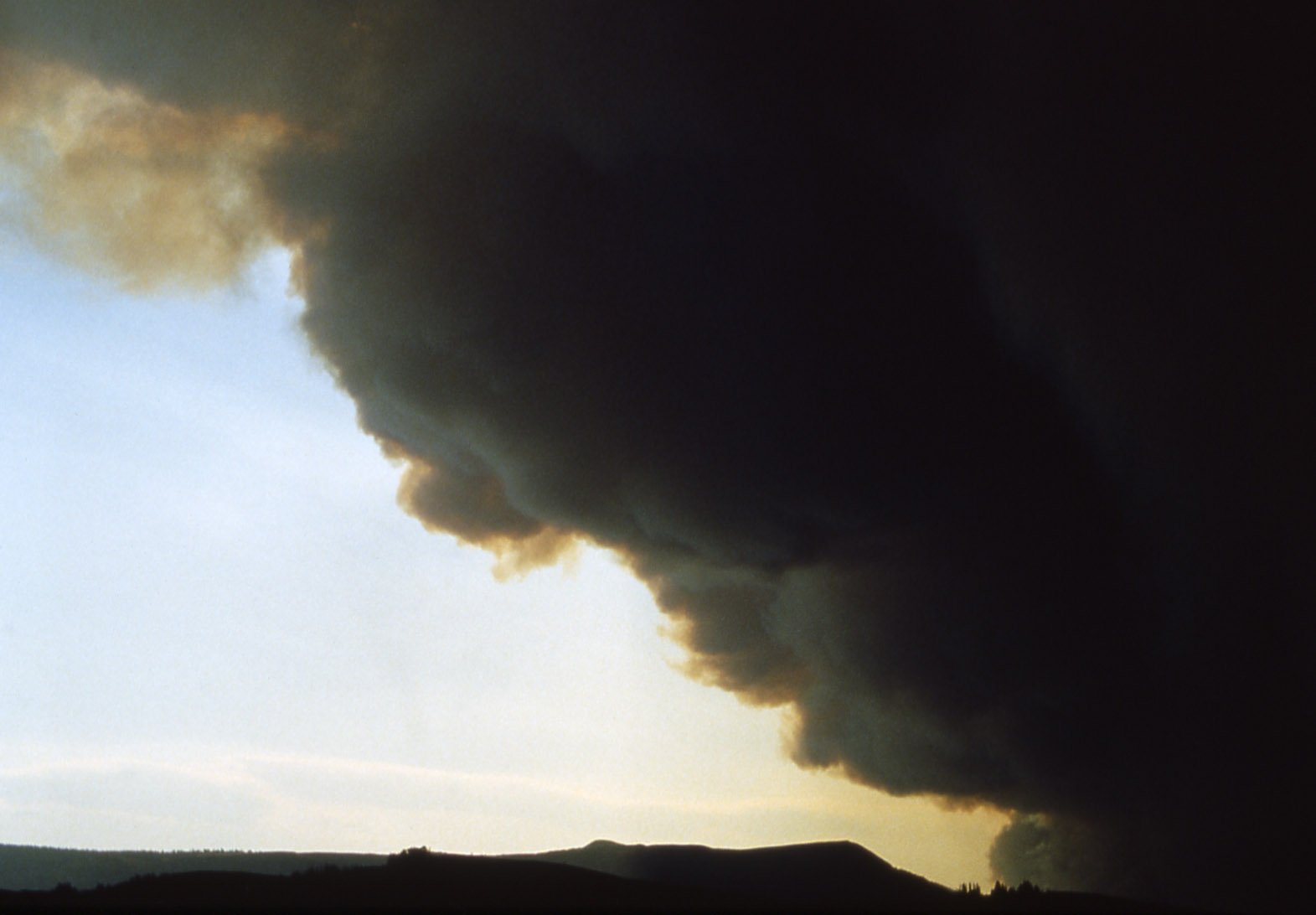
Humo negro
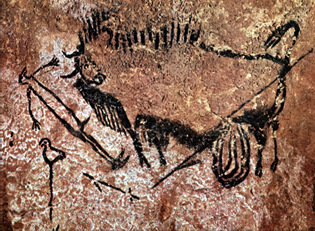
Uso artístico del negro en la cueva de Lascaux hace 17.000 años
Monje benedictino de 1484
Pantera negra
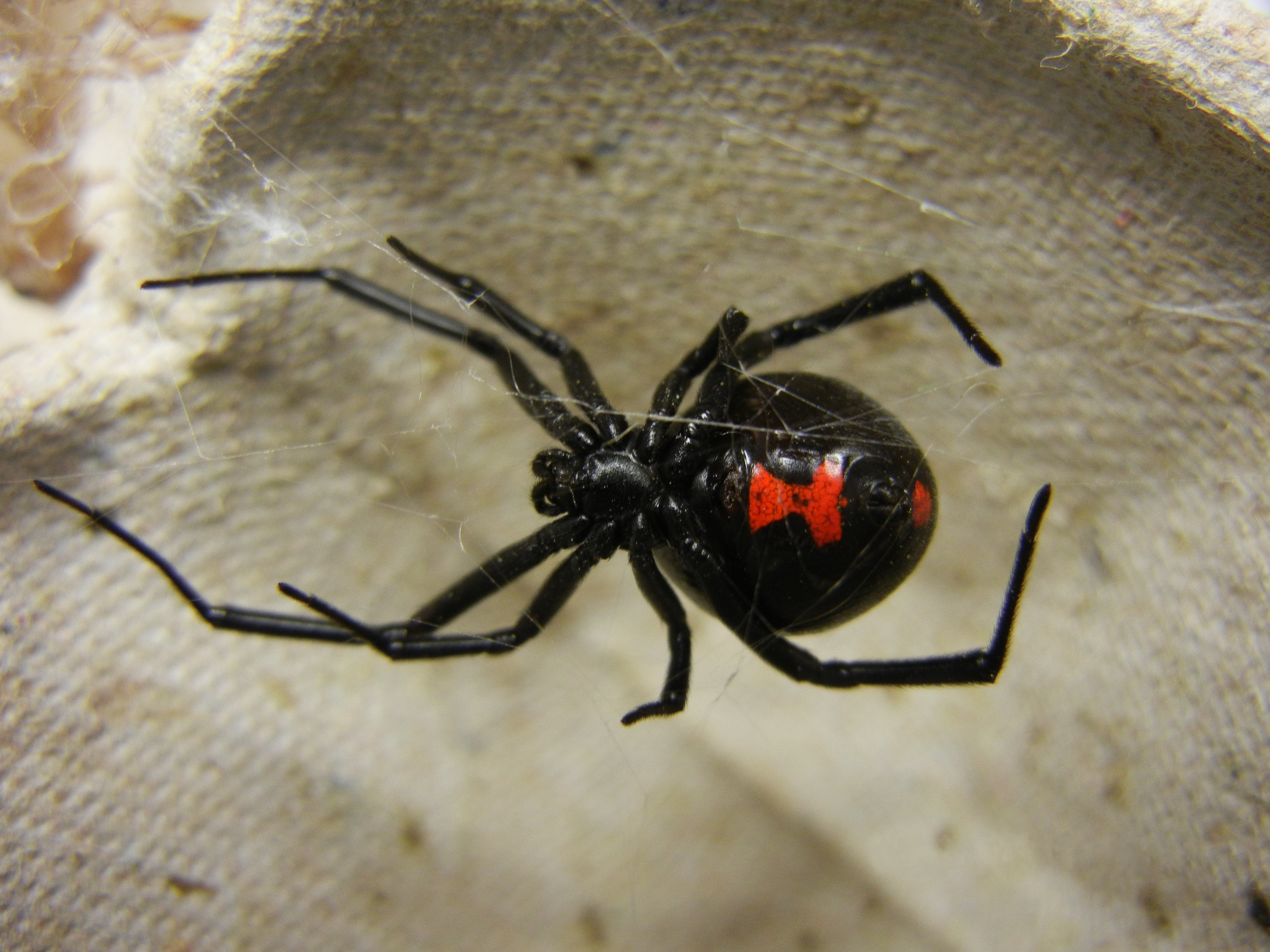
Viuda negra
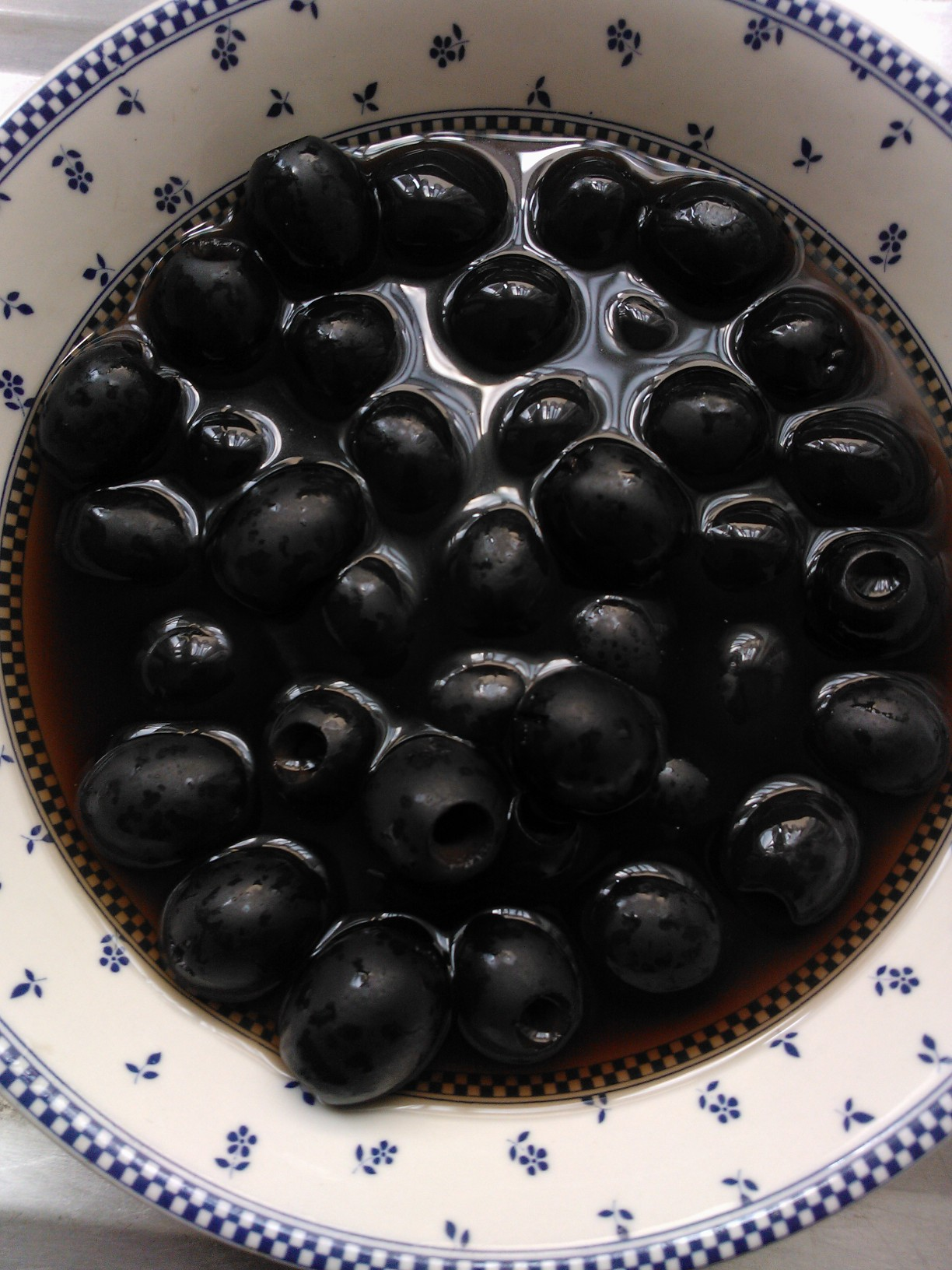
Aceitunas negras
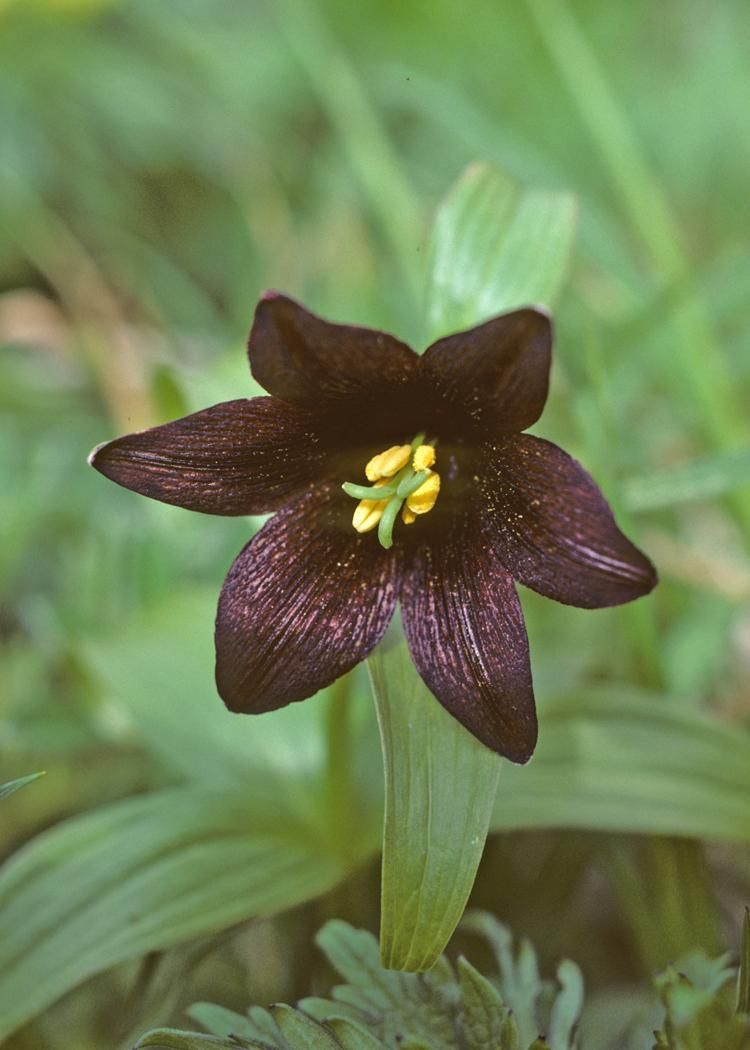
Rara flor negra (Fritillaria camschatcensis)
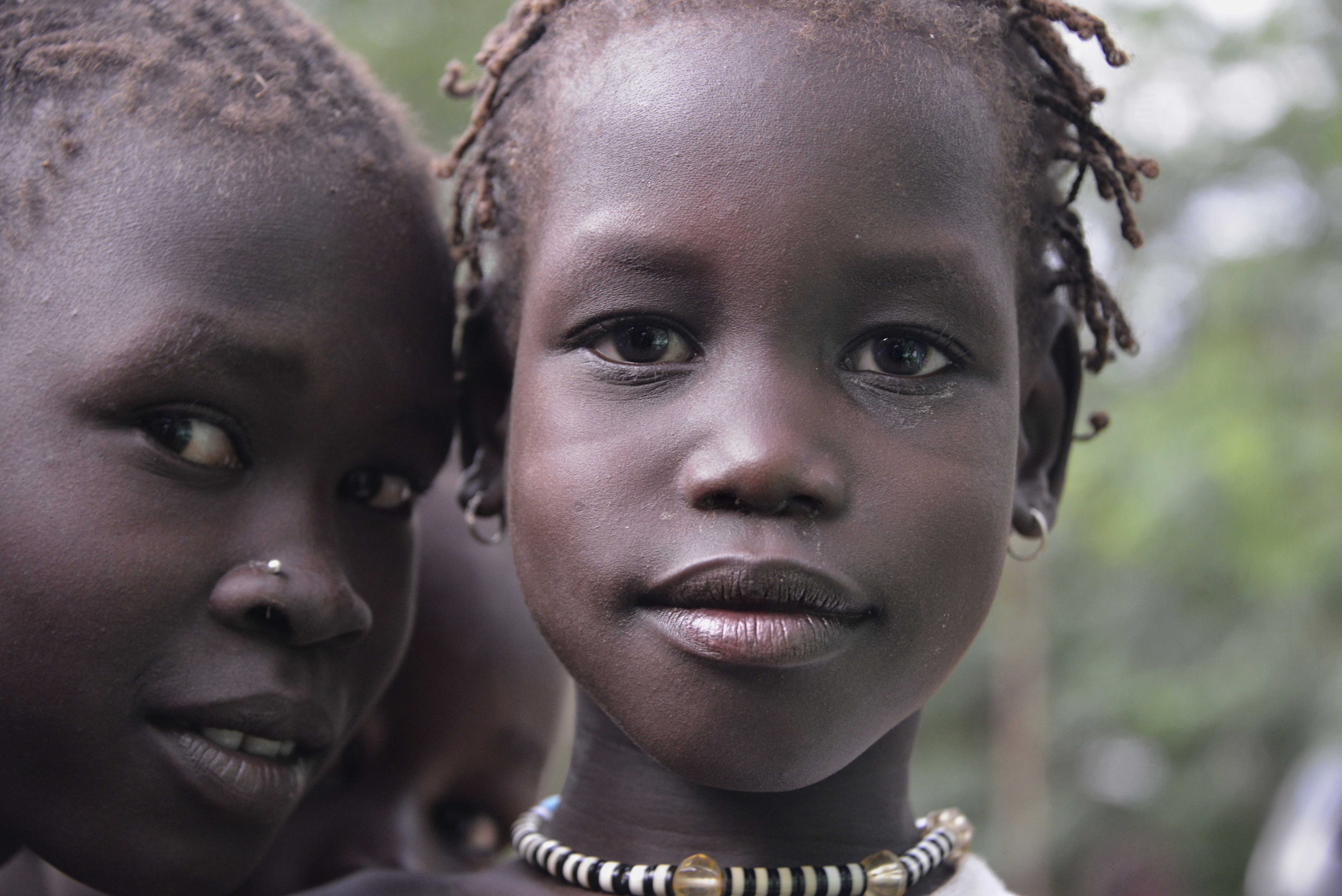
Niñas etíopes nilóticas (anuak). La piel oscura se ha relacionado con los pueblos negros o de raza negra.